# 1 nowy izraelski szekel wzór 1994
1 nowy izraelski szekel wzór 1994 – moneta o nominale jednego nowego szekla wprowadzona do obiegu w 1994 roku. Zastąpiła dotychczas będącą w obiegu monetę jednoszeklową z 1985 roku. Monetę bije się od 1994 roku.   

## Awers
Awers monety nawiązuje do monety wybijanej w IV wieku p.n.e. (ok. 350 roku p.n.e.) w będącej częścią perskiego imperium Judei. Na awersie znajduje się kwiat lilii – symbol czystości i rozwoju Izraela w księdze Ozeasza. Awersie przedstawia również słowo „Jehud” w alfabecie paleohebrajskim i herb Państwa Izrael.
Monet z 1994 roku różni się tym od poprzedniego wzoru, iż na awersie, pod herbem państwa, znajduje się wybity okrąg/kropka.

## Rewers
Rewers monety przedstawia nominał, nazwę waluty w języku hebrajskim (שקל חדש) i angielskim (New Shequel), datę zapisaną alfabetem hebrajskim oraz nazwę państwa w językach arabskim (إِسْرَائِيل), angielskim (Israel) i hebrajskim (ישראל).

## Nakład
Moneta jest bita od 1994 roku w mennicach w Jerozolimie, Pretorii, Stuttgarcie, Vantaai, Kongsbergu, Utrechcie i Winnipeg. Materiałem użytym do jej bicia jest stal pokryta niklem. Moneta ma masę 3,5 g, średnicę 18 mm i grubość 2,1 mm. Poniżej znajduje się lista lat i wybitych ilości sztuk:
Mennica: Mennica Norweska – Kongsberg; Francuska Mennica Państwowa – Paryż; Mennica Południowoafrykańska – Pretoria; Mennica Państwowa Badenii-Wirtembergii – Stuttgart; Królewska Mennica Holenderska – Utrecht; Kanadyjska Mennica Królewska – Winnipeg; Mennica Fińska – Vantaa.
| Lata | Lata           | Mennica    | Ilość (szt.) |
| 1994 | 5754 - התשנ''ד | Stuttgart  | 8 496 000    |
| 1994 | 5754 - התשנ''ד | Utrecht    | 12 960 000   |
| 1995 | 5755 - התשנ''ה | Utrecht    | 25 920 000   |
| 1996 | 5756 - התשנ''ו | Utrecht    | 8 640 000    |
| 1997 | 5757 - התשנ''ז | Utrecht    | 30 240 000   |
| 1998 | 5758 - התשנ''ח | Pretoria   | 4 295 500    |
| 1999 | 5759 - התשנ''ט | Utrecht    | 17 280 000   |
| 2000 | 5760 - התש''ס  | Winnipeg   | 20 738 000   |
| 2001 | 5761 - התשס''א | Kongsberg  | 9 648 000    |
| 2002 | 5762 - התשס''ב | Kongsberg  | 18 816 000   |
| 2003 | 5763 - התשס''ג | Vantaa     | 10 198 500   |
| 2005 | 5765 - התשס''ה | Utrecht    | 23 100 000   |
| 2006 | 5766 - התשס''ו | Jerozolima | 26 000 000   |
| 2007 | 5767 - התשס''ז | Jerozolima | 25 000 000   |
| 2008 | 5768 - התשס''ח | Jerozolima | b/d          |
| 2009 | 5769 - התשס''ט | Jerozolima | 23 000 000   |
| 2010 | 5770 - התש''ע  | Jerozolima | b/d          |
| 2011 | 5771 - התשע''א | Vantaa     | 19 000 000   |
| 2011 | 5771 - התשע''א | Kongsberg  | 19 000 000   |
| 2012 | 5772 - התשע''ב | Stuttgart  | 20 500 000   |
| 2013 | 5773 - התשע''ג | b/d        | b/d          |
| 2014 | 5774 - התשע''ד | b/d        | b/d          |
| 2015 | 5775 - התשע''ה | b/d        | b/d          |
| 2016 | 5776 - התשע''ו | b/d        | b/d          |
| 2017 | 5777 - התשע''ז | b/d        | b/d          |

## Emisje okolicznościowe

### Chanuka
6 grudnia 1985 roku do obiegu wypuszczono monetę z okazji święta Chanuki. Projektantem monety był Gabi Neumann. Elementem odróżniającym monetę okolicznościową od podstawowej było dodanie na rewersie, pod nominałem, świecznika chanukowego z nazwami święta w języku angielskim „Hanukka”(po lewej od świecznika) i hebrajskim „חנוכה” (po prawej). Pozostałe elementy pozostały bez zmian.
Mennica: Drukarnia Rządowa – Jerozolima; Królewska Mennica Holenderska – Utrecht.
| Rok emisji       | Stop           | Średnica (mm) | Masa (g) | Stempel | Mennica                       | Nr Krause | Wizerunek      |
| ---------------- | -------------- | ------------- | -------- | ------- | ----------------------------- | --------- | -------------- |
| 1993–1998 i 2007 | miedzionikiel  | 18            | 4        | zwykły  | Drukarnia Rządowa             | KM# 163A  | Awers i rewers |
| 1999–2006        | stal niklowana | 18            | 3,6      | zwykły  | Królewska Mennica Holenderska | KM# 163B  | Awers i rewers |
| 2008–2010        | stal niklowana | 18            | 3,6      | zwykły  | Królewska Mennica Holenderska | KM# 163C  | Awers i rewers |

### Rocznice niepodległości
Monety okolicznościowe z serii rocznic niepodległościowych wybijane były stemplem lustrzanym jako piedforty (monety wybite na grubym krążku). 1 szekel tej serii emitowany był w latach 1986–2000. Wszystkie monety posiadały znak mennicy na awersie. Prócz innej grubości monety te nie różniły się niczym od monet obiegowych tego okresu.
Mennica: Mennica Norweska – Kongsberg; Francuska Mennica Państwowa – Paryż; Mennica Państwowa Badenii-Wirtembergii – Stuttgart; Królewska Mennica Holenderska – Utrecht.
| Nominał  | Rok emisji | Stop          | Średnica (mm) | Masa (g) | Grubość (mm) | Znak mennicy | Stempel   | Mennica | Nr Krause | Wizerunek      |
| -------- | ---------- | ------------- | ------------- | -------- | ------------ | ------------ | --------- | --- | --------- | -------------- |
| 1 szekel | 1986–2000  | miedzionikiel | 18            | 8,5      | 4            | ✡            | lustrzany | Francuska Mennica Państwowa Mennica Państwowa Badenii-Wirtembergii Królewska Mennica Holenderska Mennica Norweska | KM# P35   | Awers i rewers |